# Acorralat (pel·lícula de 1982)
|  | Per a altres significats, vegeu «Acorralat». |

Acorralat (títol original: First Blood), és una pel·lícula d'acció estatunidenca dirigida per Ted Kotcheff, estrenada l'any 1982. Adaptació de la novel·la First Blood de David Morrell, és la primera de la sèrie de pel·lícules centrades en el personatge de John Rambo, interpretat per Sylvester Stallone. Ha estat doblada al català.

## Argument

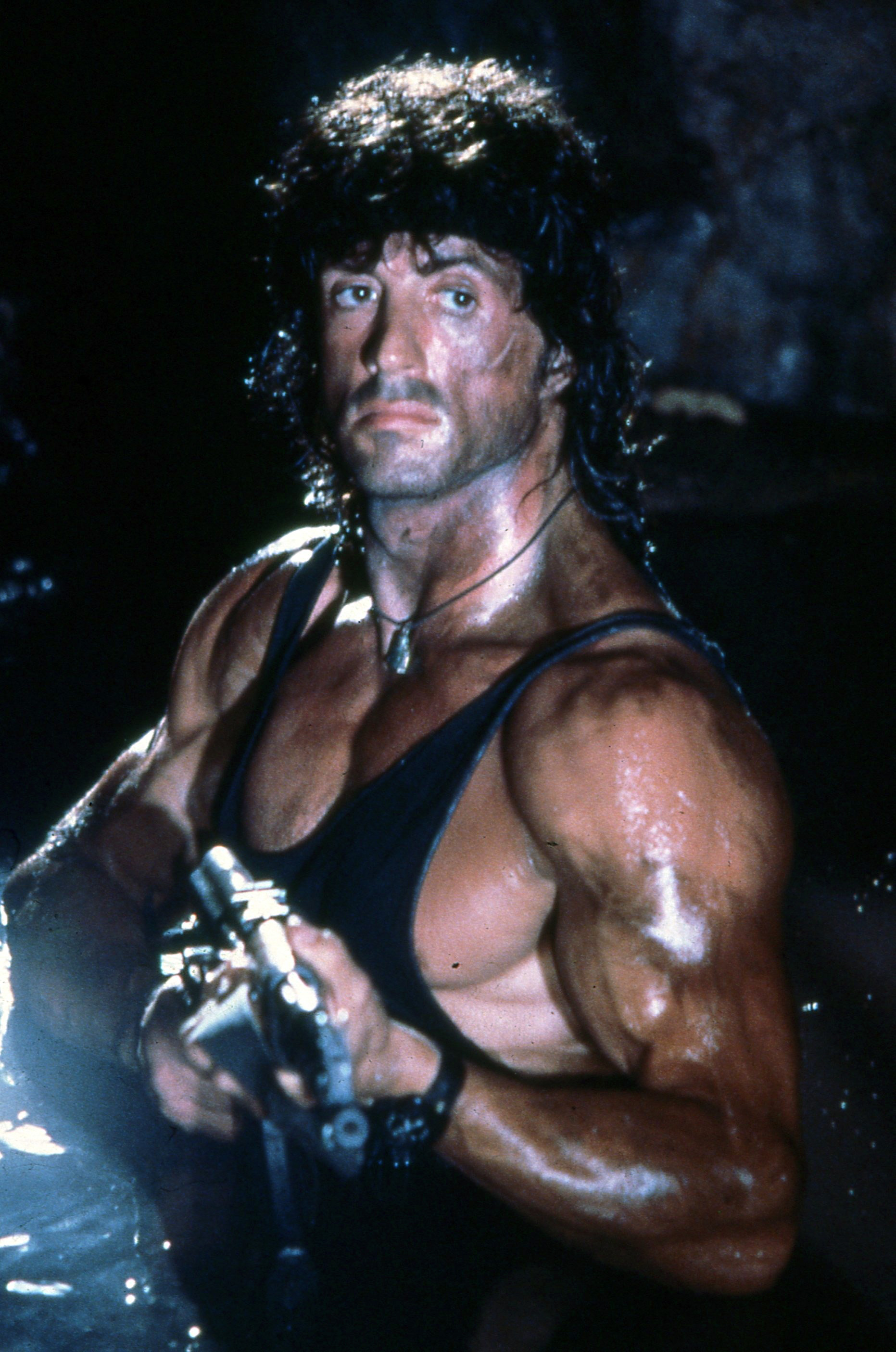
Stallone caracteritzat com a John Rambo

John Rambo, antic boina verda i heroi de la guerra del Vietnam, erra sense objectiu de ciutat en ciutat des del seu retorn als Estats Units. Volent retre visita a l'últim dels seus antics companys d'armes, s'assabenta de la seva mort a conseqüència d'un càncer (causat pel «agent taronja» àmpliament utilitzat al Vietnam). Tornant a la carretera, arriba a una petita ciutat d'una regió muntanyosa. Però el xèrif Will Teasle, pretextant no voler de «vagabund en la seva ciutat», L'acompanya a la sortida de la ciutat. Empipat, Rambo intenta fer mitja volta, però és llavors aturat sense explicacions pel xèrif. A la presó i maltractat pels policies, Rambo s'amotina i fuig de la comissaria. Després d'una perillosa carrera-persecució, es refugia en el bosc.

## Repartiment
- Sylvester Stallone: John Rambo
- Richard Crenna: Coronel Samuel Trautman
- Brian Dennehy: xèrif Will Teasle
- Bill McKinney: Capità Dave Kern, de la Policia de l'Estat
- Jack Starrett: Arthur « Art » Galt
- Michael Talbott: Balford
- Chris Mulkey: Ward
- John McLiam: Orvil
- Alf Humphreys: Lester
- David Caruso: Mitch
- David L. Crowley: Shingleton
- Don MacKay: Preston
- Patrick Stack: Clinton Morgan, tinent de la Guarda nacional
- Mike Winlaw: el reporter TV
- Charles A. Tamburro: el pilot de l'helicòpter
- Craig Huston: l'operador de ràdio
- David Petersen: un soldat de la guarda nacional
- Bruce Greenwood: guardià no 5

## Producció

### Gènesi del projecte
Rambo és l'adaptació de la novel·la Rambo (1972), de David Morrell, un vell professor alguns alumnes del qual han estat soldats al Vietnam. Ha escrit aquest llibre per parlar del problema de la reinserció dels veterans que han abandonat l'Amèrica de Kennedy per trobar una Amèrica hippie i moralista. El nom de Rambo és trobat per l'autor després de dos anècdotes viscudes per aquest... La primera és que a l'època que era professor i que volia redactar aquesta novel·la, David Morrell llegia molt les obres d'Arthur Rimbaud, que moltes persones, del qual els seus alumnes, pronunciaven «Rambaud»... La segona anècdota, va ser la seva dona que li fa berenar una poma que troba deliciosa. Li demana quina varietat de poma era, i la seva dona li respon «Rambo» (es tracta de fet de la varietat Rambour). Acabava de trobar el nom del seu personatge principal.

### Càsting
El personatge de Rambo havia de ser interpretat per Dustin Hoffman que va jutjar finalment el guió massa violent. Altres actors el van rebutjar com Al Pacino, que el van jutjar no prou salvatge, així com Steve McQueen, Nick Nolte, Kris Kristofferson, Jeff Bridges, Robert De Niro, Michael Douglas i Terence Hill. El paper del coronel Trautman havia de ser interpretat per Kirk Douglas, que demana modificacions sobre el guió. Però Sylvester Stallone té l'última paraula i refusa canviar el guió original. Altres actors com Lee Marvin van optar també al paper de Trautman, o Gene Hackman pell del xèrif Will Teasle.

### Rodatge
El rodatge es va desenvolupar d'octubre a desembre 1981 al Canadà, en la província de Columbia Britànica, principalment a Hope. Altres escenes han estat rodades en el parc provincial Golden Ears, a North Vancouver, a Pitt Meadows i a Port Coquitlam
Sylvester Stallone s'ha ferit realitzant l'escena de la caiguda des del gran arbre: es va trencar 3 costelles.

### Música
La banda original va ser composta per Jerry Goldsmith, el tema del qual It's A Long Road tornarà a sonar en les tres continuacions i la sèrie d'animació. L'àlbum serà editat en 33 rpm per Regency Records, a continuació en CD amb bonus per Intrada Records i Varese Sarabande. La composició completa de Goldsmith serà publicada en un doble CD per Intrada el 23 de novembre de 2010.

## Rebuda
Rambo té un èxit considerable, sobretot als Estats Units, evidenciant les frustracions engendrades per la derrota camuflada de la guerra del Vietnam i la necessitat de reconeixement dels soldats que hi havien vist els seus ideals bafoués. La pel·lícula, que pot ser interpretada com una demostració (cinematogràfica) de força i de la capacitat d'intervenció de l'exèrcit americà, va inspirar altres pel·lícules (Missing in Action, Delta Force, etc.) d'èxit menor.